# جو سو مین
جو سو مین (کره‌ای: 조수민؛ زادهٔ ۵ مارس ۱۹۹۹) بازیگر اهل کره جنوبی است.

## فیلم‌شناسی

### مجموعه تلویزیونی
| سال       | عنوان                   | نقش                    | منابع  |
| --------- | ----------------------- | ---------------------- | ------ |
| ۲۰۰۶      | سئول ۱۹۴۵               | مال هی                 | [ ۴ ]  |
| ۲۰۰۶      | خواهران معروف چیل       | لی سو را               | [ ۵ ]  |
| ۲۰۰۶      | مرد نامرئی، چوی جانگ سو | چوی سول می             | [ ۶ ]  |
| ۲۰۰۸      | مامان عصبانی            | لی سو را               | [ ۷ ]  |
| ۲۰۰۹      | زادگاه افسانه‌ها         | بو ری                  | [ ۸ ]  |
| ۲۰۱۹      | نوازش قلبت              | کیم یون ها             | [ ۹ ]  |
| ۲۰۱۹      | رانینگ میت              | هان یون جین            | [ ۱۰ ] |
| ۲۰۱۹      | نامه تولد               | یو ایل ئه              | [ ۱۱ ] |
| ۲۰۲۰      | پنت‌هاوس: جنگ در زندگی   | آن لی / مین سول آه     | [ ۱۲ ] |
| ۲۰۲۰–۲۰۲۱ | بازرس مخفی سلطنتی       | کیم سون ئه             | [ ۱۳ ] |
| ۲۰۲۲–۲۰۲۳ | ازدواج ممنوع            | هوا یون (حضور افتخاری) | [ ۱۴ ] |

### مجموعه اینترنتی
| سال  | عنوان                     | نقش         | منابع  |
| ---- | ------------------------- | ----------- | ------ |
| ۲۰۲۰ | دوباره به پایان رسید      | چا این یونگ | [ ۱۵ ] |
| ۲۰۲۰ | دوباره به پایان رسید ویژه | چا این یونگ | [ ۱۶ ] |
| ۲۰۲۳ | تحت فشار                  | چا سه یونگ  | [ ۱۷ ] |